# مینا واد
مینا واد (به لاتین: Mina Vad) یک منطقهٔ مسکونی در افغانستان است که در ولایت بدخشان واقع شده‌است. مینا واد ۲٬۵۶۸٫۸۹ متر بالاتر از سطح دریا واقع شده‌است.